# Corrano
Corrano (en cors Currà) és un municipi francès, situat a la regió de Còrsega, al departament de Còrsega del Sud. L'any 1999 tenia 71 habitants.

## Demografia
| 1962 | 1968 | 1975 | 1982 | 1990 | 1999 |
| ---- | ---- | ---- | ---- | ---- | ---- |
| 113  | 124  | 99   | 78   | 60   | 71   |

## Administració
| Període | Identitat       | Partit | Qualitat |
| ------- | --------------- | ------ | -------- |
| 2001-   | Laurent Peraldi |        |          |

## Personatges il·lustres
- Roger Holeindre (1929-), polític i periodista